# Gregor Jordan
Gregor Jordan (n. 1966) es un director australiano.

## Carrera
Las películas de Jordan incluyen a Two Hands (1999), Buffalo Soldiers (2001), y Ned Kelly (2003). También ha dirigido el video del concierto These Days: Live in Concert (2004) de la banda de rock australiana Powderfinger.
Por su película Two Hands obtuvo el premio otorgado por el Instituto de Cine Australiano en 1999. Recientemente ha completado su trabajo para la versión cinematográfica de The Informers escrita por Bret Easton Ellis y Nicholas Jarecki y se encuentra dirigiendo la película de suspense Unthinkable, protagonizada por Samuel L. Jackson.

## Vida personal
Gregor está casado con la actriz neozelandesa Simone Kessell. Tienen un hijo, Jack, quien nació en enero de 2005 en Los Ángeles, su hijo Beau nació en el 2013
Antes de dedicarse a dirigir películas, Gregor Jordan personificó a Bassanio en El mercader de Venecia para la compañía australiana Shakespeare By The Sea.

## Premios y distinciones
Festival Internacional de Cine de Cannes
| Año  | Categoría                               | Película | Resultado |
| ---- | --------------------------------------- | -------- | --------- |
| 1995 | Premio del jurado al mejor cortometraje | Swinger  | Ganador   |